# 제럴딘 채플린
제럴딘 채플린(영어: Geraldine Chaplin, 1944년 7월 31일 ~ )은 미국의 배우이다.

## 출연 작품
- 더 임파서블 - 노부인 역
- 쥬라기 월드: 폴른 킹덤 - 아이리스 역